# Frohburg
Frohburg (pronunciación en alemán: /ˈfʁoːˌbʊʁk/ⓘ) es un municipio situado en el distrito de Leipzig, en el estado federado de Sajonia (Alemania), a una altitud de 180 m s. n. m. (metros sobre el nivel del mar). Su población a finales de 2016 era de unos 12 600 habitantes y su densidad poblacional, 87 hab./km².